# Prodotiscus insignis
El indicador insigne (Prodotiscus insignis) es una especie de ave piciforme de la familia Indicatoridae que vive en África.

## Distribución
Se extiende por África occidental y Central. Se encuentra en Angola, Benín, Camerún, Costa de Marfil, Gabón, Ghana, Guinea, Kenia, Liberia, Nigeria, República Centroafricana, República del Congo, República Democrática del Congo, Senegal, Sierra Leona, Sudán del Sur, Togo y Uganda.